# Kamieniołom w Lichwinie

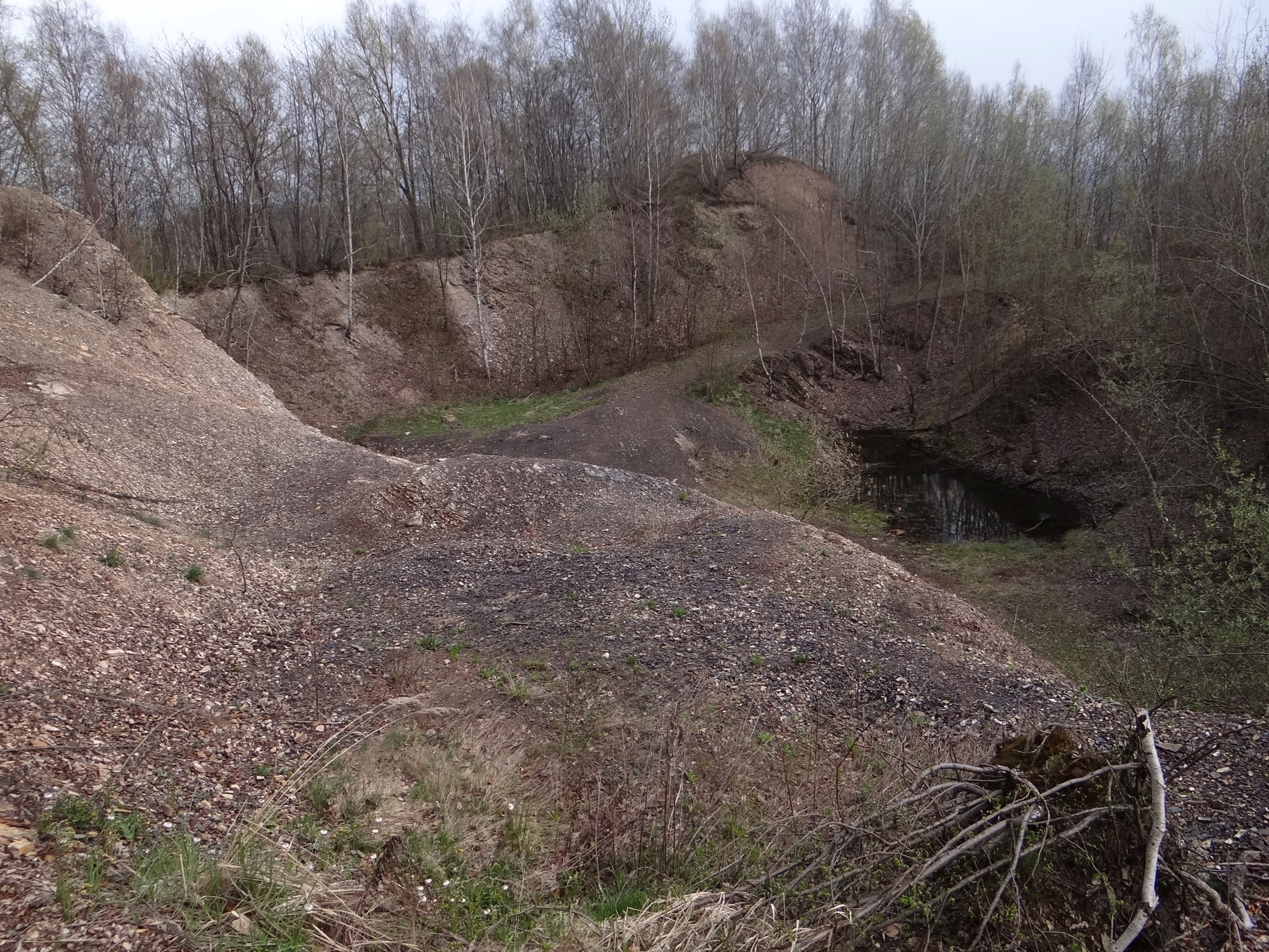

Kamieniołom w Lichwinie – nieczynny kamieniołom w miejscowości Lichwin w województwie małopolskim, powiecie tarnowskim, gminie Pleśna. Znajduje się na południowo-wschodnim grzbiecie Wału, po prawej stronie szlaku turystycznego prowadzącego z Gromnika przez Wał do miejscowości Lubinka. Eksploatowano piaskowiec, ponadto w wyrobisku kamieniołomu znajdują się pokłady łupka pochodzące z okresu miocenu. Wgłębienie na dnie wyrobiska kamieniołomu często wypełnione jest wodą.
W wyrobisku kamieniołomu znajdują się skamieniałe pnie drzew mające ok. 66 mln lat. Na mapie oznaczone są jako skamieniałe dęby. Gmina Pleśna opracowała plan turystycznego udostępnienia kamieniołomów (powyżej, przy tym samym szlaku znajduje się jeszcze drugi, mniejszy kamieniołom).
Szlaki turystyczne
 Gromnik – Wał – Lubinka. Po drodze kolejno: cmentarz wojenny nr 149 – cmentarz wojenny nr 181 – cmentarz wojenny nr 182 (5 min. w bok) – kamieniołom w Lichwinie – Wał – cmentarz wojenny nr 186 (2 min. w bok) – cmentarz wojenny nr 189.

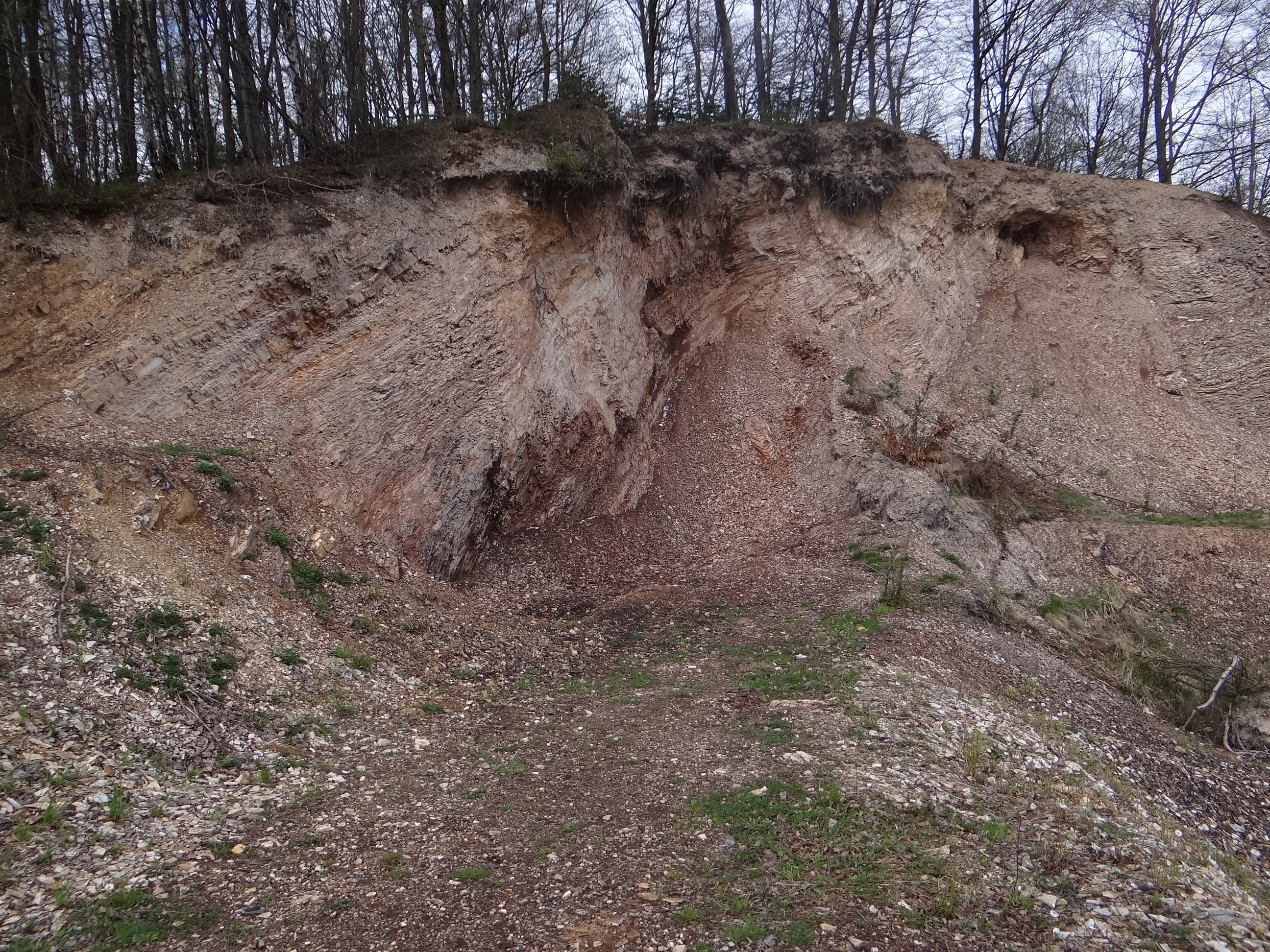